# جینو گوئرا
جینو گوئرا (ایتالیایی: Gino Guerra; ۱۶ اکتبر ۱۹۲۴ – ۲۸ دسامبر ۱۹۷۸) دوچرخه‌سوار اهل ایتالیا بود. وی در بازی‌های المپیک تابستانی ۱۹۴۸ شرکت کرده است.